# خبر (بافت)

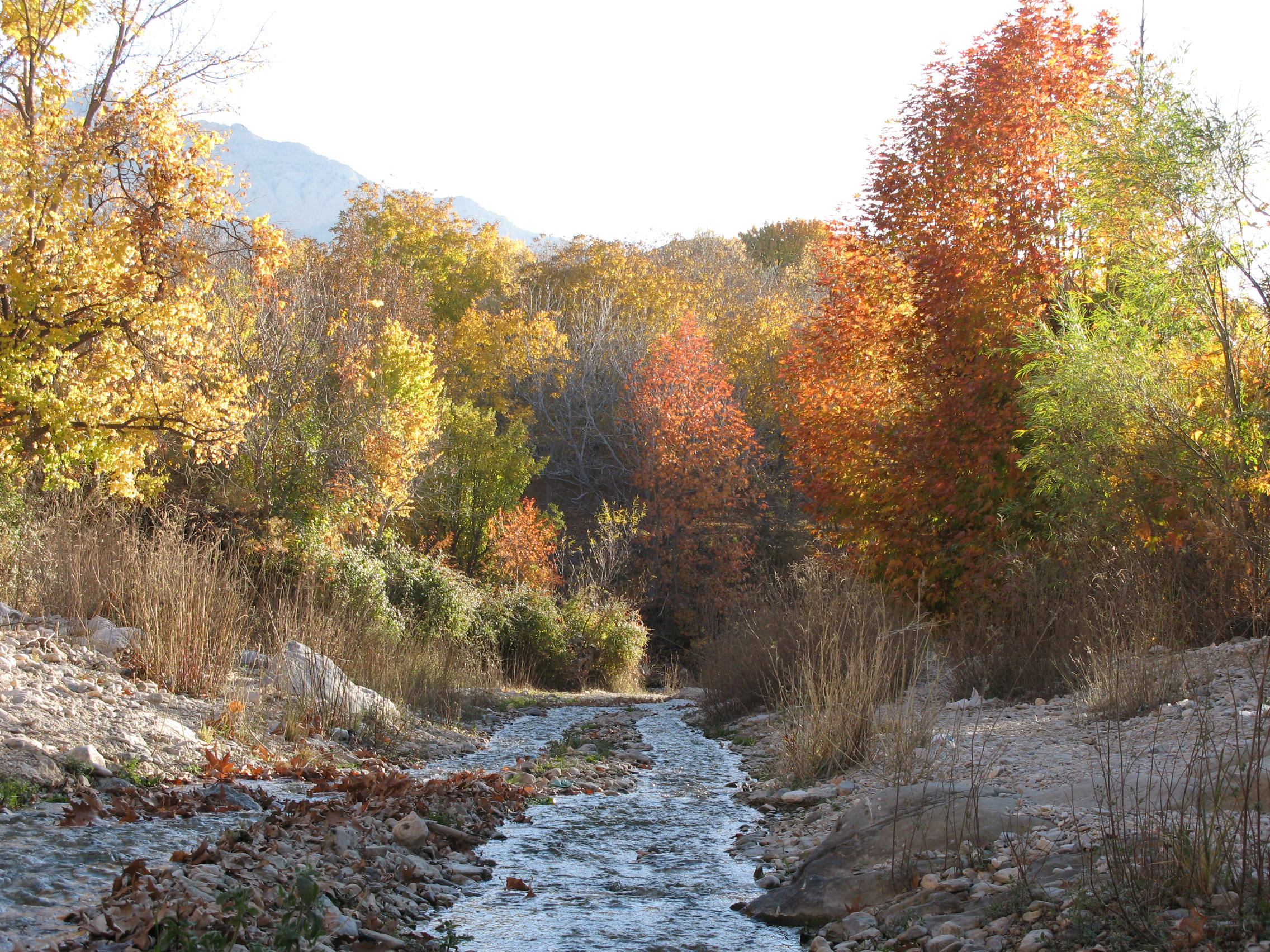
نمایی از روستای خَبر در پاییز، انتهای دره معدن

دهستان خَبْر ( از توابع شهرستان بافت ) روستایی  کوهستانی و سردسیر از توابع بخش خبر شهرستان بافت در استان کرمان ایران است که در ارتفاع ۲۱۸۳ متری از سطح دریا قرار گرفته است. از به هم پیوستن چشمه‌های ضلع شرقی این روستا رودی دائمی به نام رودخانهٔ خبر تشکیل می‌شود که باغات  را در حاشیه این رودخانه آبیاری می‌کند و پس از گذشتن از روستاهای متعدد به سد شکراب می‌ریزد. محصول  درآمد عمده مردم از راه باغداری و تولید محصولات باغی چون گردو، زردآلو، آلبالو و به بدست می‌آید. جمع‌آوری محصولات جنگلی مانند بنه و بادام کوهی و گیاهان دارویی همچون آویشن و زیره و دامداری و زنبورداری و در سال‌های اخیر؛ گردشگری به عنوان منابع فرعی درآمد در این دهستان محسوب می‌شود. در حاشیه شرقی و جنوبی این روستا پارک ملی خبر؛ که به عنوان یازدهمین پارک ملی ثبت شده در ایران محسوب می‌شود؛ قرار دارد. این پارک در سال ۱۳۷۸ به درجه حفاظتی پارک ملی ارتقا پیدا کرد.

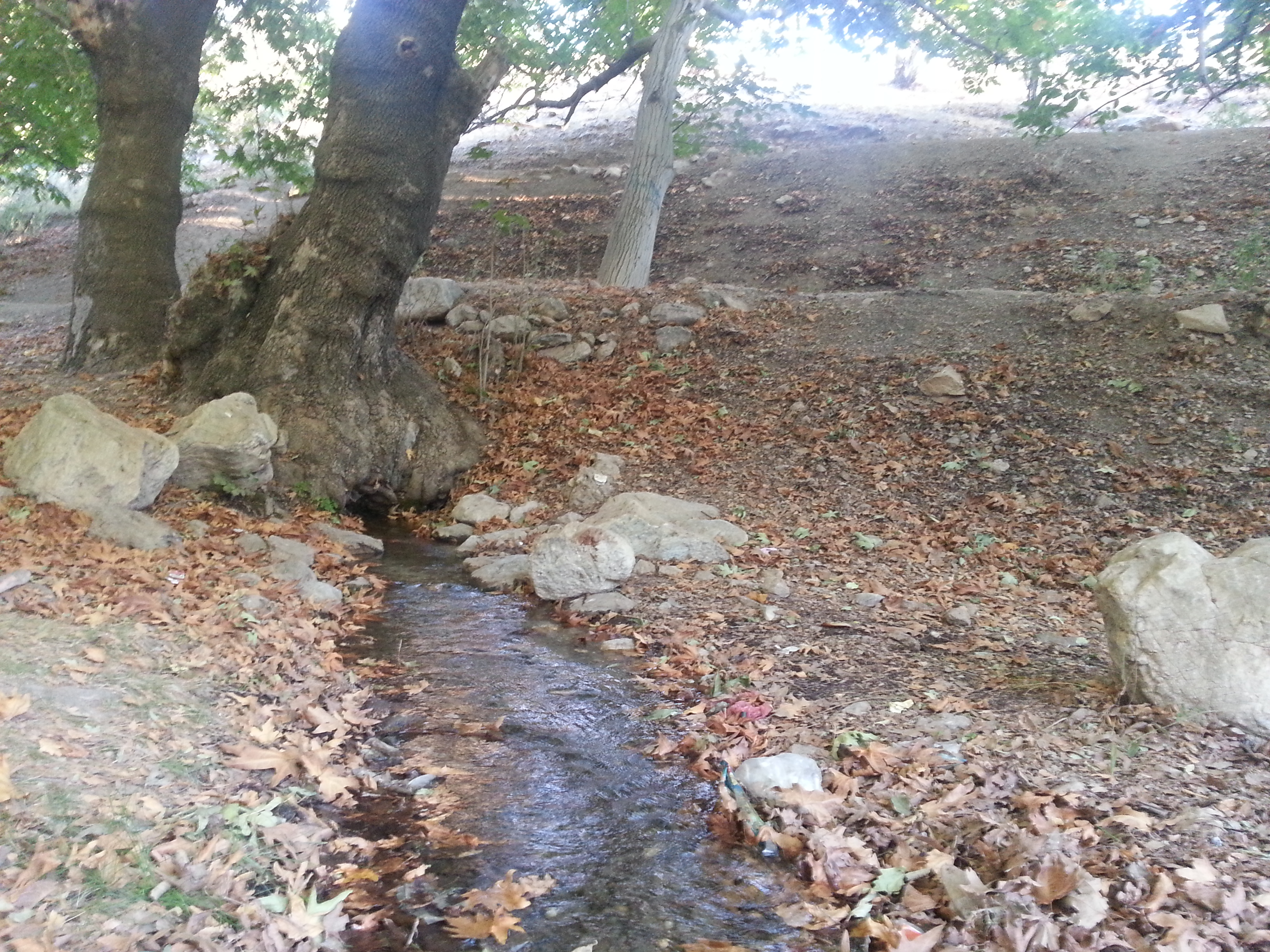
چشمه‌های دایمی خَبر، دره چشمه شاه

## جمعیت
جمعیت دهستان خَبر براساس نتایج سرشماری عمومی نفوس و مسکن در سال ۱۳۹۵ برابر با ۱۲۸۲نفر (۲۰۱۳ خانوار) بوده‌است. از این جمعیت ۵۳۹ نفر زن و ۶۸۹ نفر مرد می‌باشد. بیشتر جمعیت منطقه خبر به دلیل نبود منابع درآمد کافی؛ به شهرهای بندرعباس، کرمان و سیرجان مهاجرت کرده‌اند و به همین دلیل جمعیت این روستا شناور است. بطوریکه در فصل تابستان جمعیت زیاد و در پاییز و زمستان جمعیت کاهش می‌یابد. بخش خبر در سال ۱۳۸۶ از سوی سازمان میراث فرهنگی، گردشگری و صنایع دستی به عنوان روستای هدف گردشگری قلمداد شد و مورد توجه گردشگران زیادی قرار گرفته‌است به گونه‌ای که جمعیت غیر بومی منطقه خبر در حدود بین ۲۰۰۰۰ تا۳۰۰۰۰ نفر در فصل تابستان و ایام تعطیل متغیر می‌باشد. حضور جمعیت خارج از توان اکولوژیک منطقه و نبود زیرساخت‌های رفاهی و بهداشتی؛ سبب آسیب‌های جدی زیست‌محیطی در این روستا شده‌است.

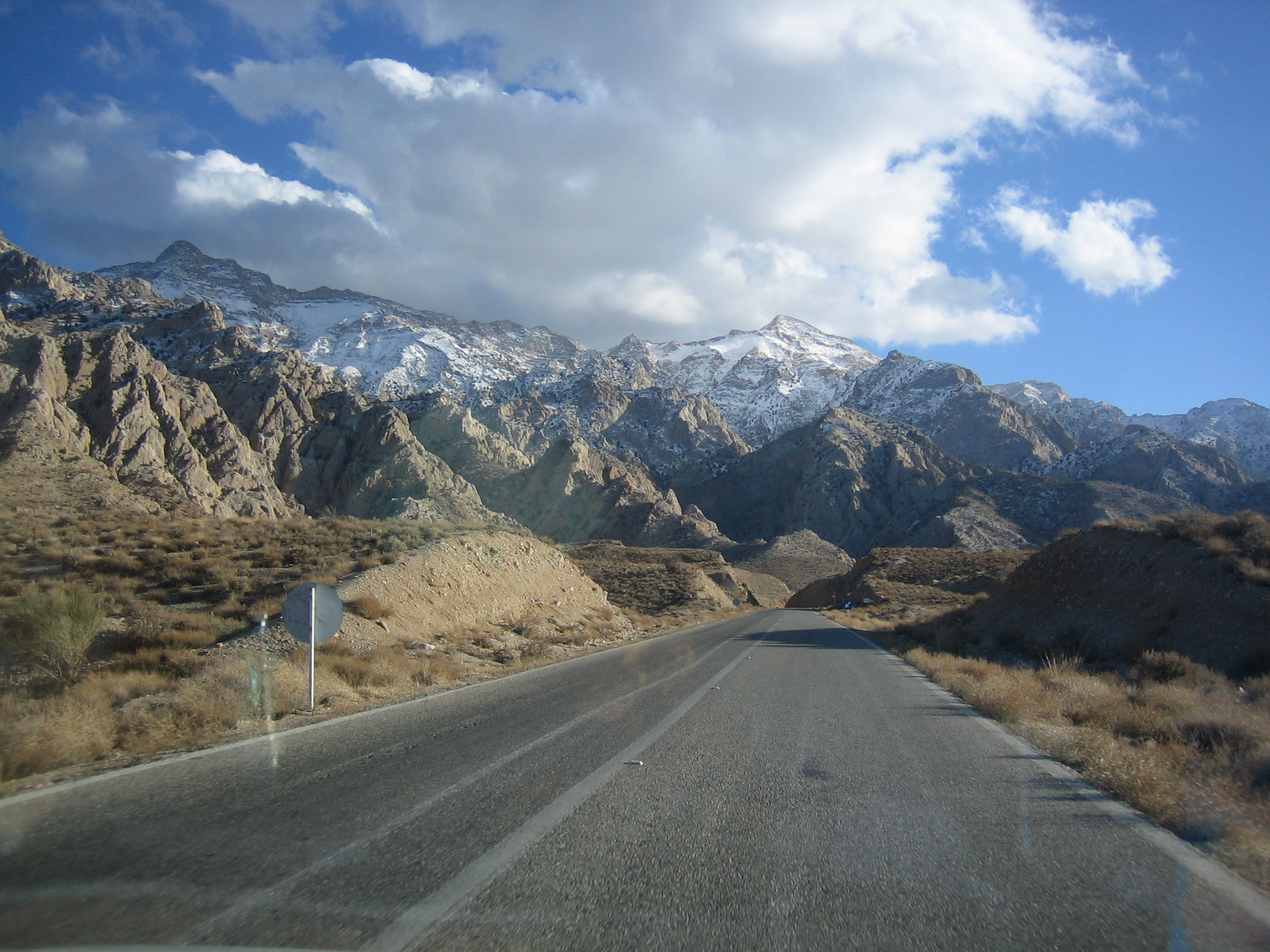
جاده ورودی به روستای خَبر از سمت شهرستان بافت

## تیپ‌شناسی
به دلیل پراکنش خانه‌ها در باغ‌ها و ملک‌های خصوصی؛ این روستا بر اساس شکل استقرار جزو روستاهای پراکنده و بر اساس توپوگرافی جزو روستاهای میانکوهی دسته‌بندی می‌شود. این روستا دره‌ای و در امتداد حوزه آبریز شمال غربی پارک ملی خَبر در جهت شرق به غرب کشیده شده‌است. نقطه شروع این روستا از سمت شرق و ابتدای دره «دره معدن» می‌باشد که خود این دره زهکش دره‌های کوه بزرگ خَبر شامل دره شب پَره، دره «دره سپید»، دره خیبر و دره کُفکی (پلنگی) محسوب می‌شود و پس از تقریباً دو کیلومتر با دره شاه ولایت و چشمه شاه تلفیق می‌شود. قسمت شرقی روستا کوهستانی و چسبیده به پارک ملی خبر است و چشمه‌ها و منشأ رودخانه دایمی خبر هم از همین‌جا شروع می‌شود که عمده این چشمه‌ها در دره شاه ولایت و چشمه شاه قرار دارند. ارتفاع این روستا در قسمت شرقی به‌طور متوسط ۲۰۰۰ متر و در قسمت غربی به‌طور متوسط ۱۸۰۰ متر می‌باشد. حاشیه شمالی این دهستان توسط تپه‌های بَند؛ که جزو کوه‌های پیر دسته‌بندی می‌شود؛ و قسمت جنوبی با تپه‌های گُلان احاطه می‌شود. بعد از این روستا، روستای باغ پیشگاه و باغ کنار آغاز می‌شود.

## پارک ملّی خَبْر
پارک ملی خبر یک منطقه حفاظت‌شده در استان کرمان است که ۱۴۹ هزار و ۹۸۳ هکتار وسعت دارد. وجود ارتفاعات، دشت‌های متعدد؛ از تنوع غنی گیاهی و جانوری برخوردار است. این پارک در سال ۱۳۵۰با عنوان منطقه حفاظت شده و در سال ۱۳۵۴ تحت عنوان پناهگاه حیات وحش خَبر و روچون مورد حفاظت قرار گرفت، در نهایت در سال ۱۳۷۰ به عنوان منطقه گردشگری فرهنگی در سازمان فرهنگی یونسکو به ثبت رسید و در سال ۱۳۷۸ قسمت عمده این منطقه به پارک ملی ارتقاء یافت.

## آب و هوا و اقلیم
اقیلم دهستان خبر  معتدل است و تابستان‌های خنک و زمستان‌های نسبتاً سردی دارد.

## موقعیت جغرافیایی
دهستان خَبر با مختصات ۲۸°۴۲′۳۹″ عرض شمالی ۵۶°۲۰′۱۴″ طول شرقی در جنوب غربی شهرستان بافت واقع شده‌است که فاصله آن از بافت ۶۲ کیلومتر و از کلانشهر کرمان ۲۲۳ کیلومتر می‌باشد. این دهستان از طریق یک راه فرعی درجه دو به شهرستان بافت متصل می‌شود.

## امکانات فرهنگی

### کتابخانه
- کتابخانه عمومی امام سجاد[۴]
- خانه فرهنگ خَبر که با تلاش های دکتر شهیندخت خوارزمی و همسر گرامی ایشان دکتر همایون شهریاری  و تنی چند از مردم بومی  در محله کُمرآباد و محل سابق مدرسه راهنمایی پسرانه خَبر احداث شده است که هدف آن توانمند سازی کودکان و نوجوانان، فراهم نمودن بستری برای کلاس های آموزشی و گردهمایی مردم بومی است.

## جاذبه‌های تاریخی و طبیعی

### قلعه‌ها
1. قلعه کَهت در روستای کهت
2. قلعه کَهتُنی در جنوب دهستان خَبر (از تاریخچه این قلعه اطلاعات موثق در دسترس نیست)
3. قلعه خَبر در داخل دهستان خَبر که تا شصت سال پیش محل زندگی مردم بوده‌است و الان تبدیل به خرابه شده‌است.
4. قلعه خیبر که در دره‌ای با همین نام در کوه خبر قرار گرفته‌است (اطلاعات موثقی در مورد تاریخچه این قلعه در دسترس نیست).

### جاذبه‌های طبیعی
1. غار شب‌پره در دره‌ای با همین نام در شرق دهستان خَبر
2. چشم‌انداز حاشیه رودخانه خَبر شامل باغات گردو و درختان چنار (این چشم‌انداز در سال ۱۳۹۰ به دلیل عملیات آبخیزداری بشدت آسیب دید)[۵]
3. تفرجگاه شاه ولایت پوشیده از چنارهای کهن چند صد ساله در انتهای دره شاه ولایت که بیشترین چشمه‌های دهستان خبر در این دره هستند.

## طوایف و تقسیمات
- در دهستان خَبر و روستاهای آن طوایف متعددی سکونت دارند که برخی از آن‌ها زیرشاخه ایل افشار محسوب می‌شوند (به نقل از  احمد علی خان وزیری[۶] و محمد ابراهیم باستانی پاریزی[۷])

1. طوایف ترک افشار شامل: خلیفه، زرگر، عامویی، حیدر محمد شاهلو، آل کسلو، ساربان، میرجانی، آقاجانی، تکلّو، قاسم اولادی
2. طوایف ترک غیر افشار شامل: فارسی مدان (طوایف بیگلری)، قره غلانو (ملکشاهی)
3. طوایف اقطاع شامل: مش حسینی، نعمت‌اللهی، خوارزمی و بحرینی
4. طوایف سادات شامل: سادات بحرینی و سلجوقی

روستای خَبر به چند محله کوچکتر شامل: قلعه آمنه، قلعه مرتضی، باغ بهار، میرحسن، شیخون، پُشته مشه حاجی، کُمر آباد و گِلبَند تقسیم می‌شود. عمده فامیل در این دهستان شامل خوارزمی، جهانداری و سلجوقی می‌باشد.

## روستاهای دهستان خَبر
باغ پیشگاه، باغ کِنار،سفته،ساریخانی، فخرآباد، آباد سیوندی، آباد پدری، آباد کلبعلی خانی،احمد خانی،  خاردان، باغزال، روستای میدان، جاروب، دیخوییه، رودپَهن، حسین‌آباد، کِرگین، کاهدان، اکبرآباد، بیدشک، قلاطوئیه و مجموع روستاهای پُشتکوه شامل: کَهت، رُچان، گُزم، معدن و باغ ایرین؛ از روستاهای دهستان خبر می‌باشند

## چهره‌های سرشناس
- شهیندخت خوارزمی

۰ارسلان خوارزمی

## بزرگ‌ترین پروژه گردشگری و اکوتوریسم خاورمیانه در خبر
پنجشنبه ۶ بهمن ماه ۹۵، بزرگ‌ترین پروژه گردشگری و اکوتوریسم خاورمیانه در پارک ملی خبر با حضور معصومه ابتکار معاون رئیس‌جمهوری و رئیس سازمان حفاظت محیط زیست کشور و مقدسی قائم مقام سازمان جنگل‌ها و مراتع کشور، رحمانی معاون سازمان میراث فرهنگی، صنایع دستی و گردشگری کشور کلنگ زنی با سرمایه‌گذاری ۳۰۰ میلیارد تومانی بخش خصوصی کلید خورد. چگونگی اجرای این پروژه سبب انتقادات فراوانی از سوی کارشناسان و روزنامه نگاران شده‌است.

## نگارخانه

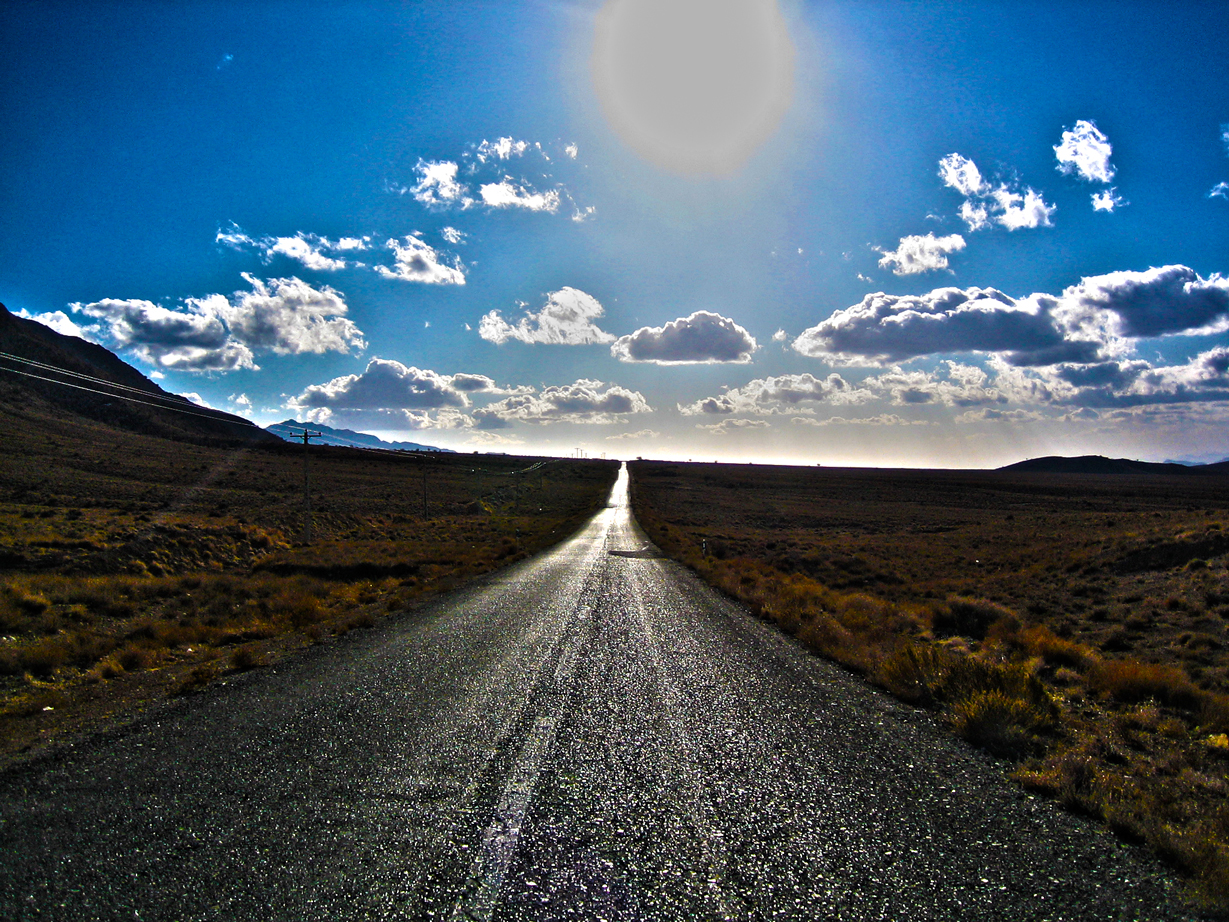
جاده خبر
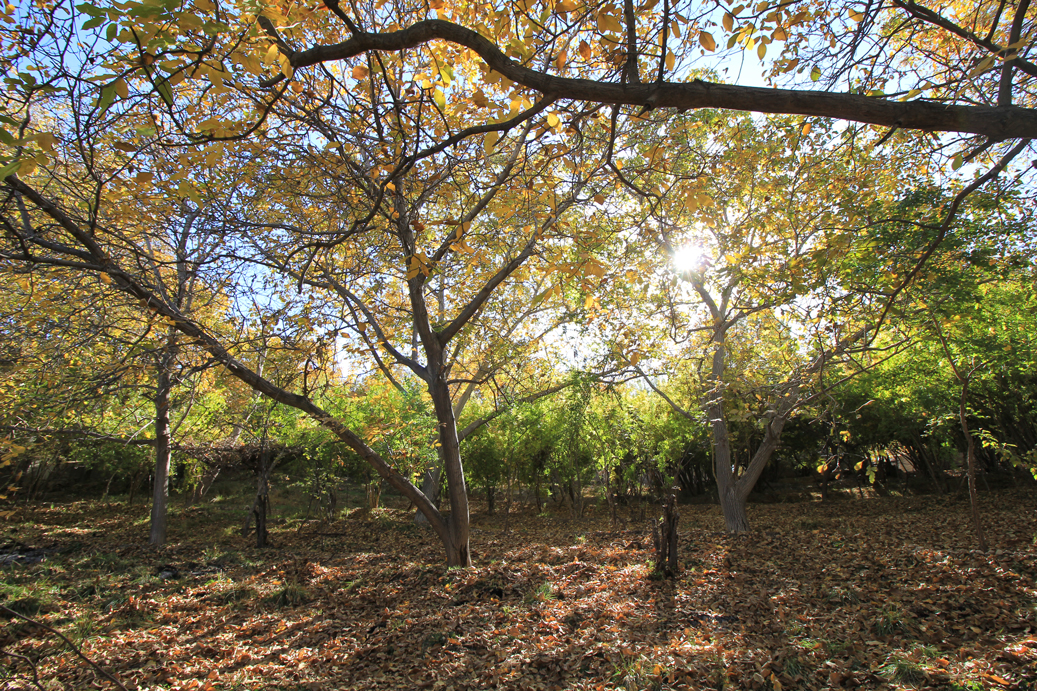
پاییز در باغ
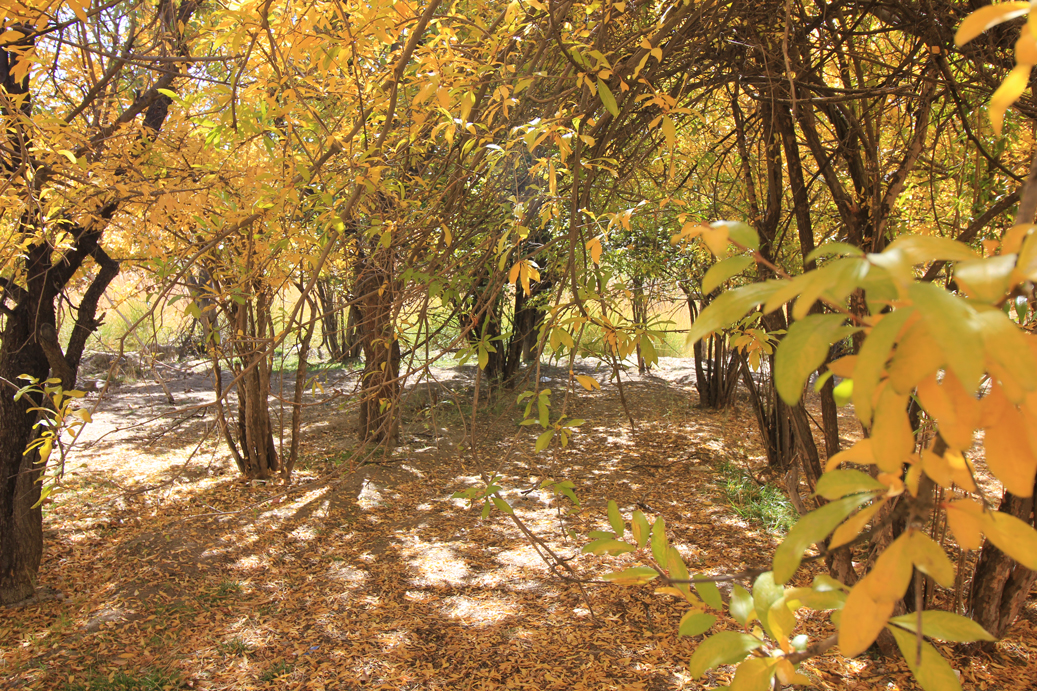
پاییز انارستان خبر
کوچه-باغ
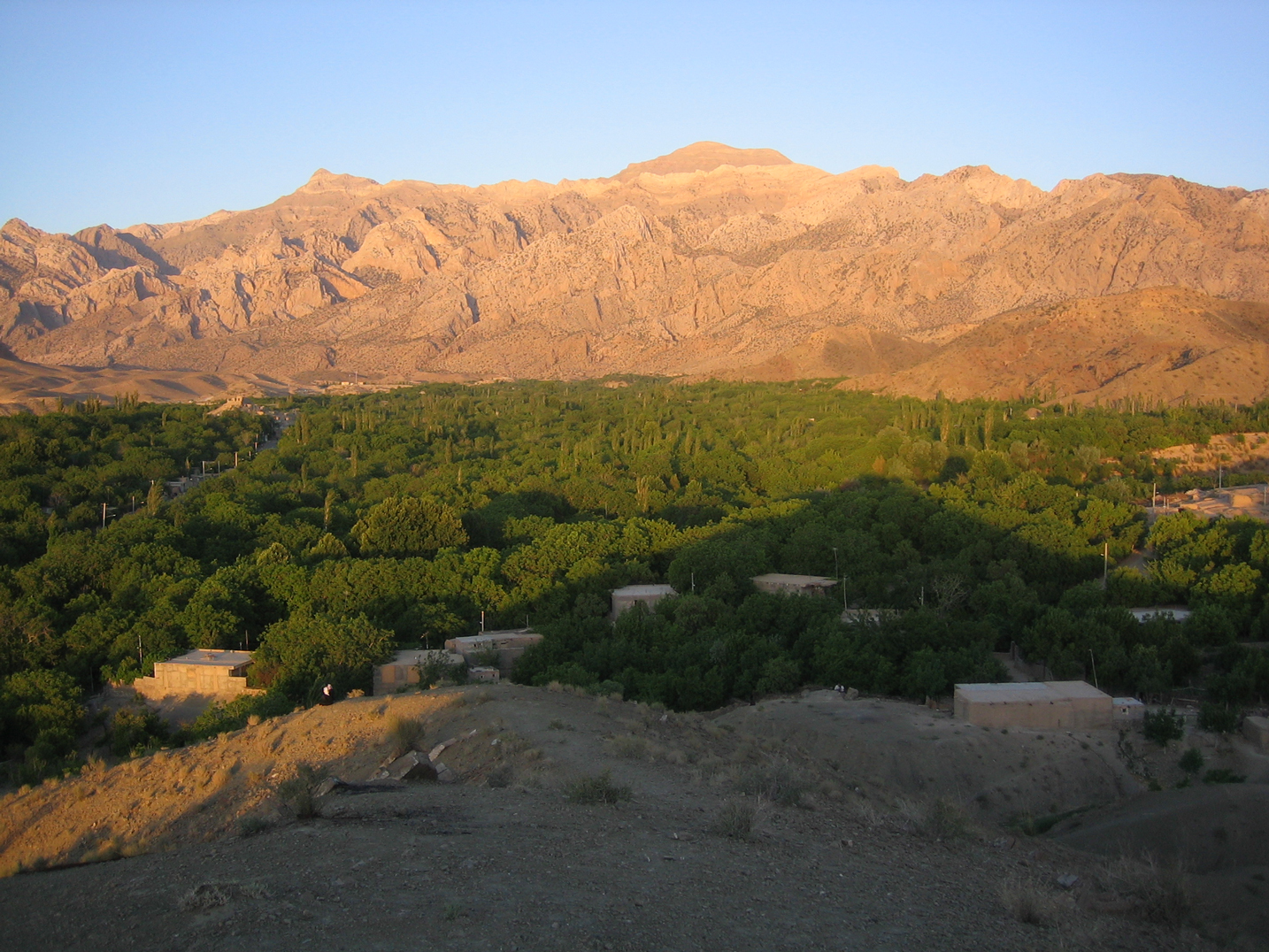
غروب-در-خبر
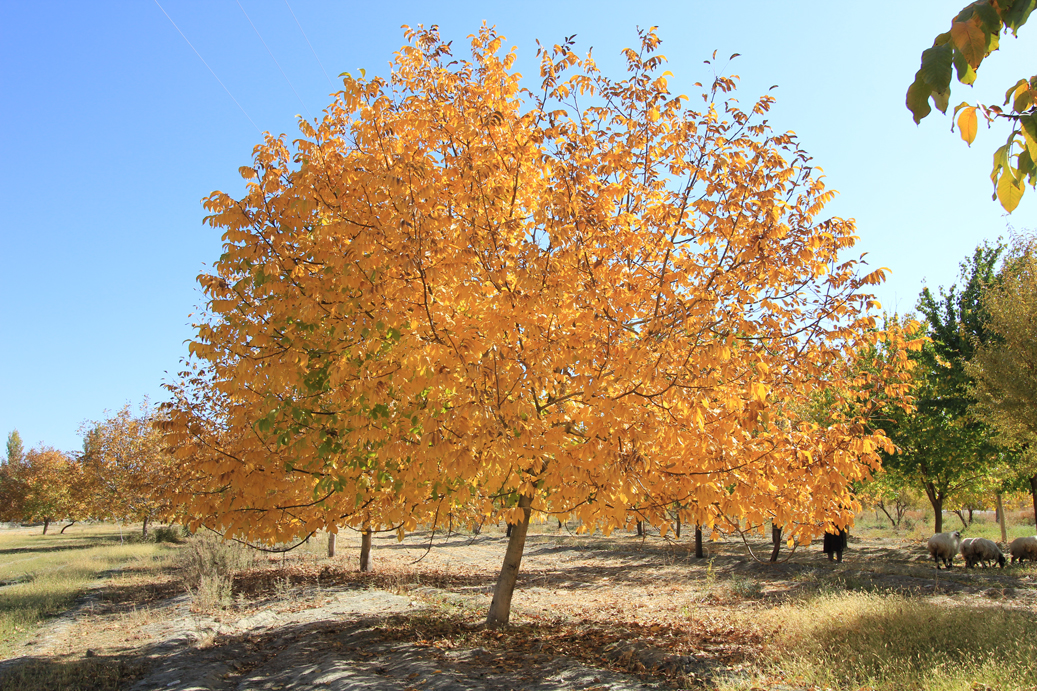
گردو-پاییز
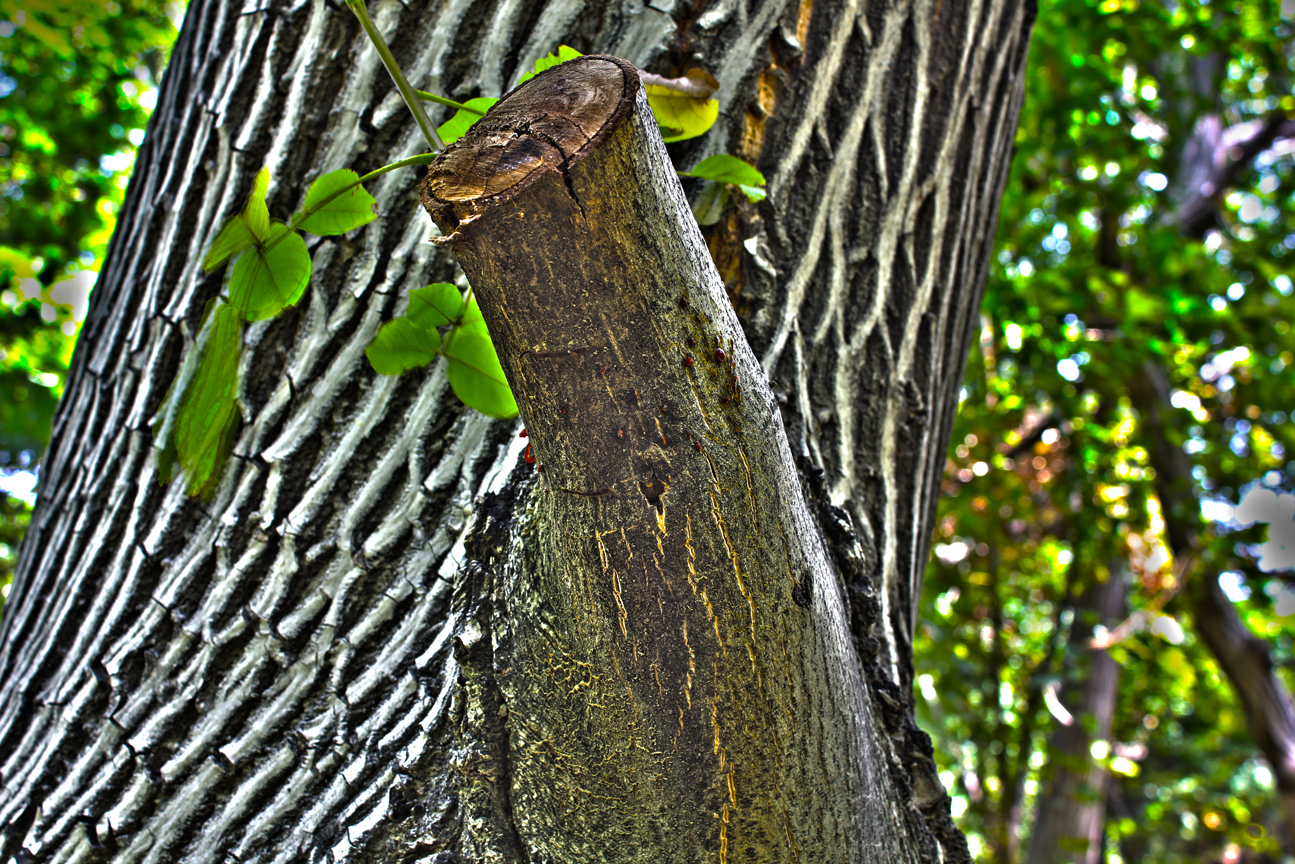
تنه درخت گردو
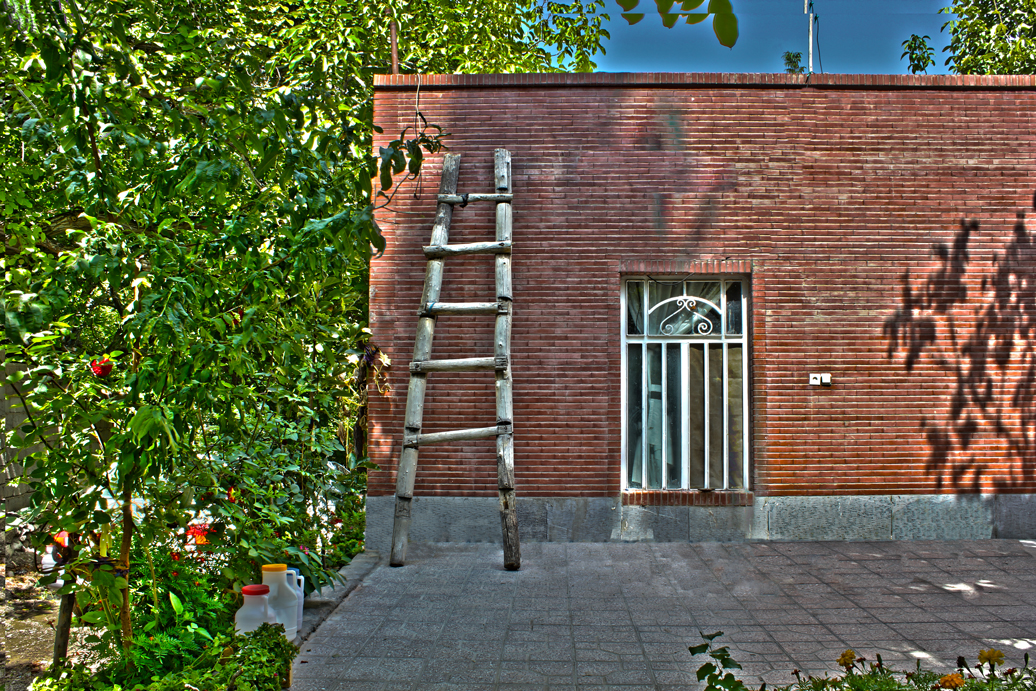
خانه باغ
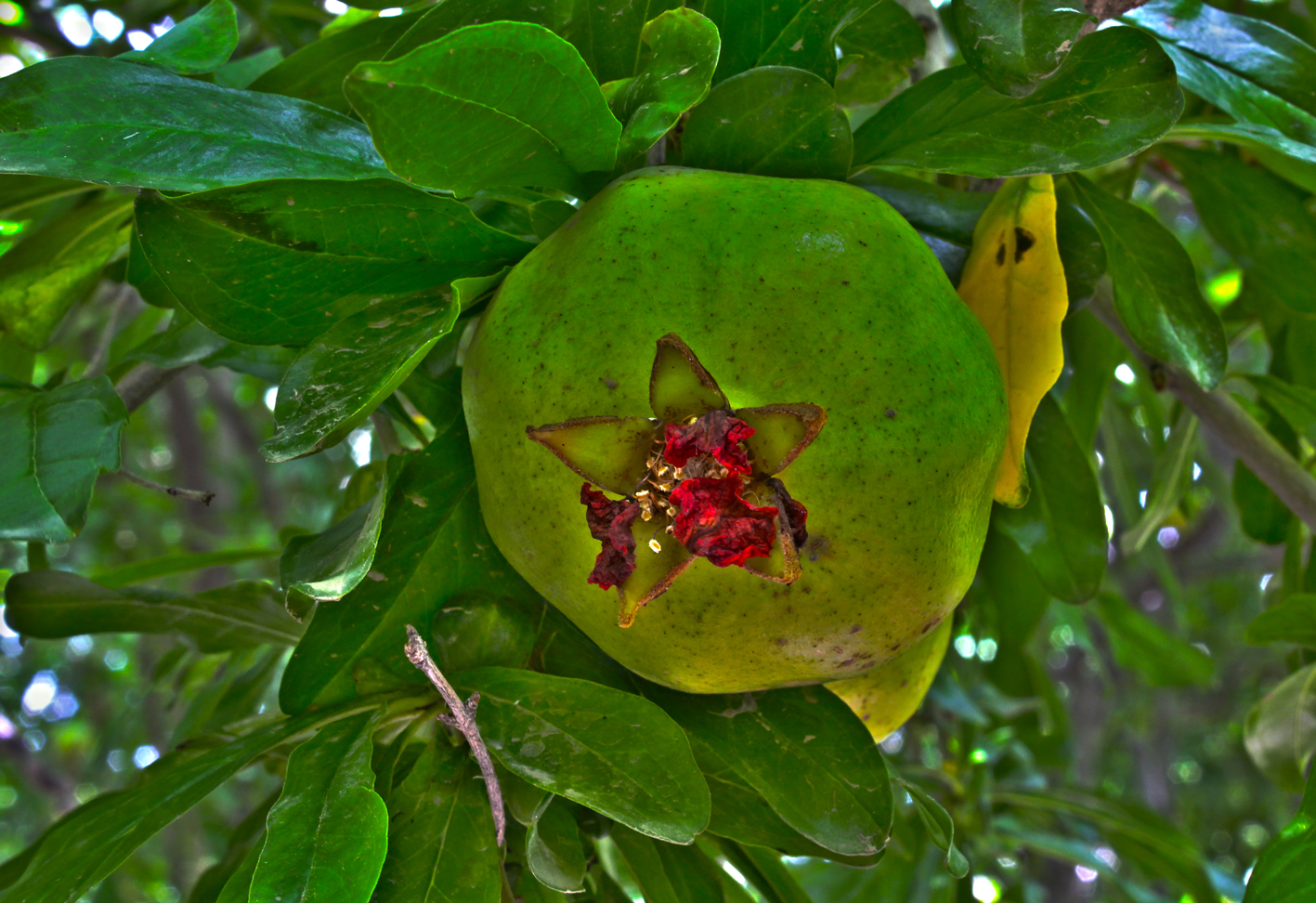
انار خبر
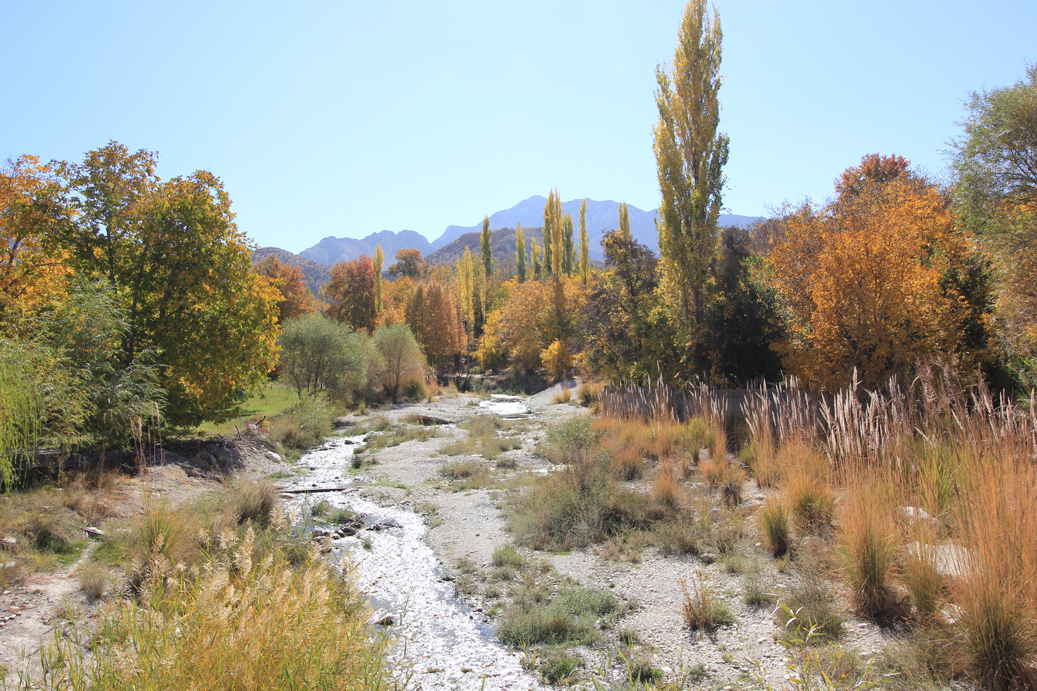
رود-خبر
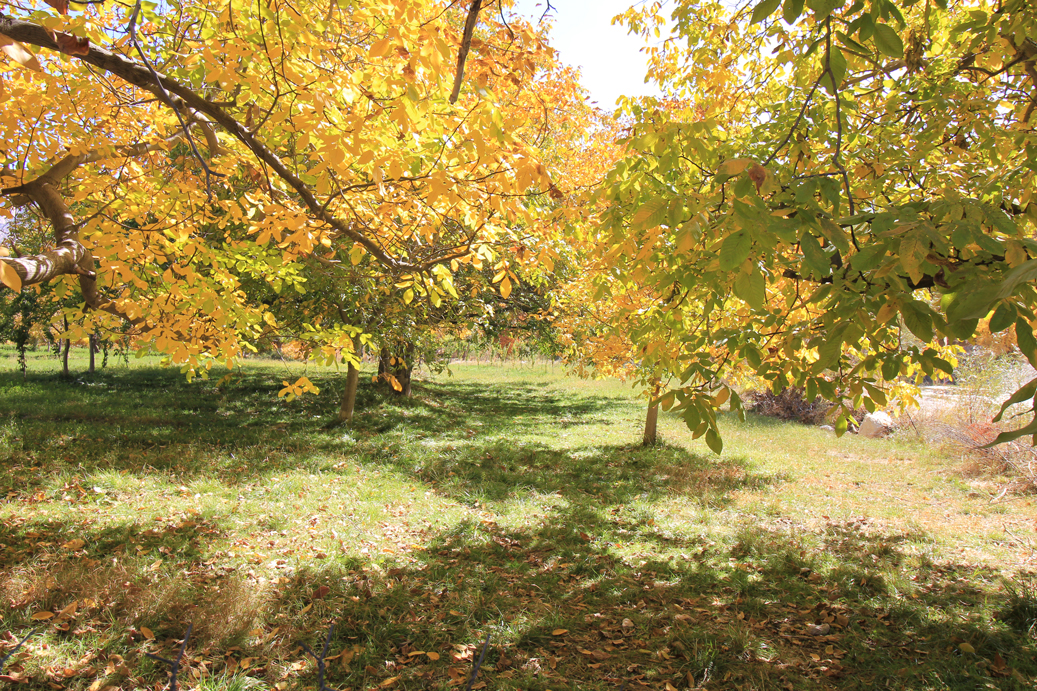
پاییز در باغ
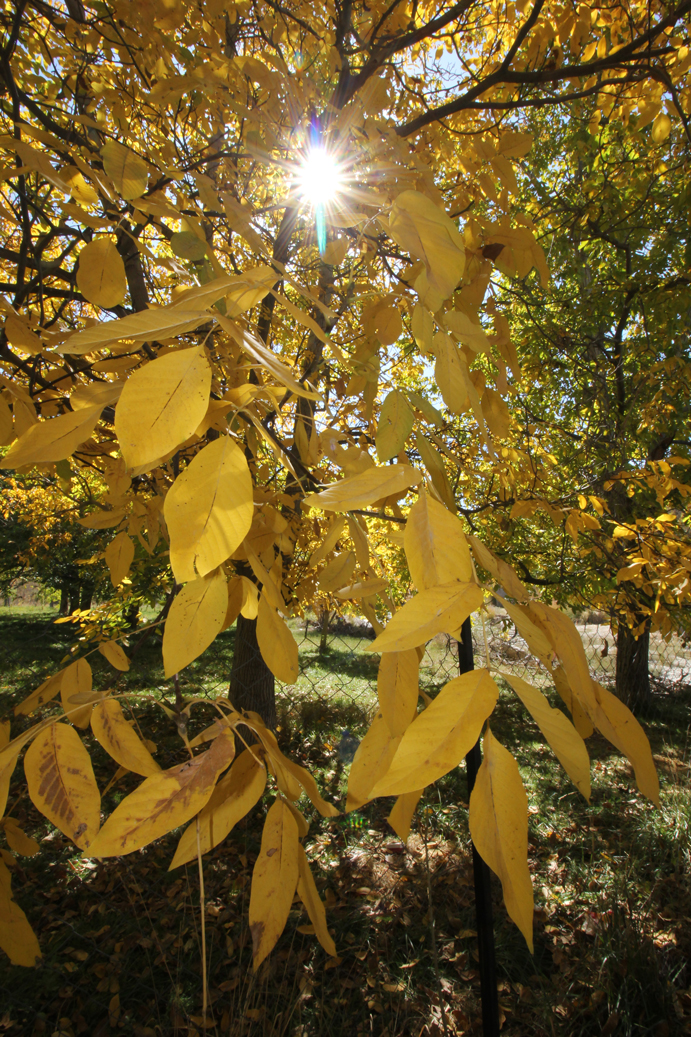
برگ‌های پاییزی
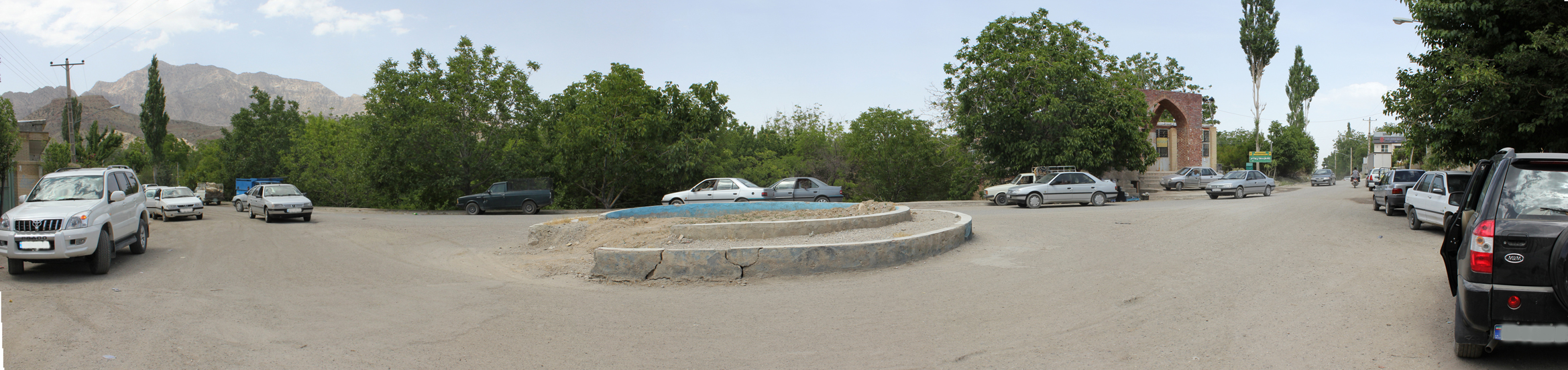
پانوراما-خبر
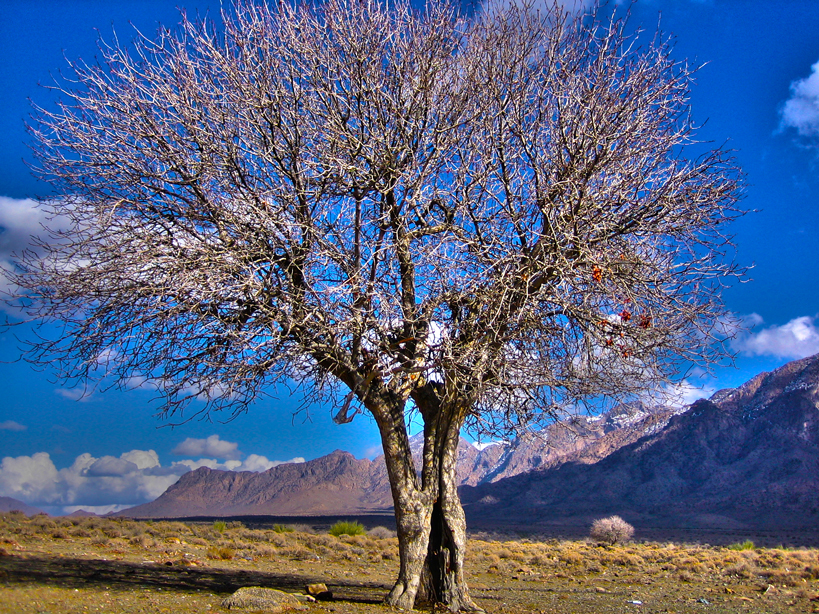
بنه
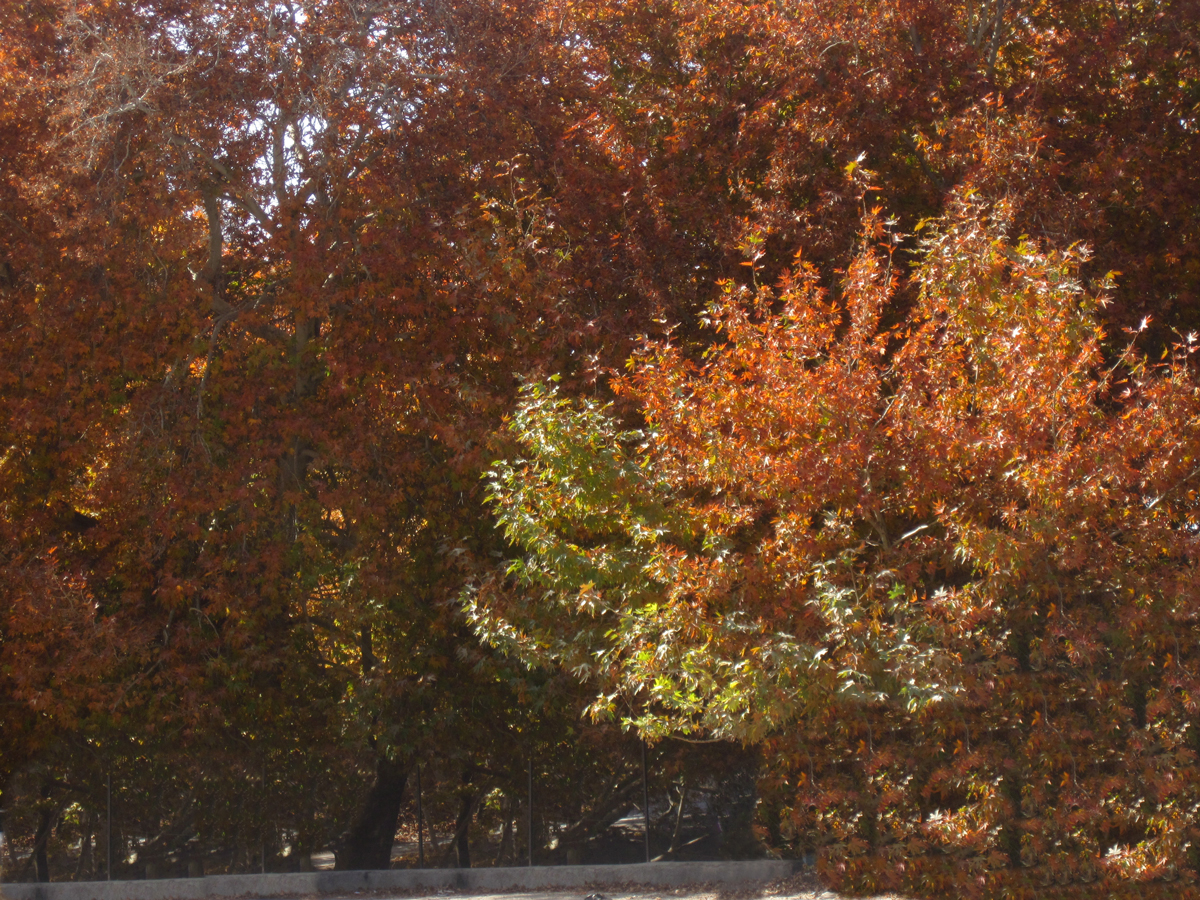
چنارهای-شاه-ولایت
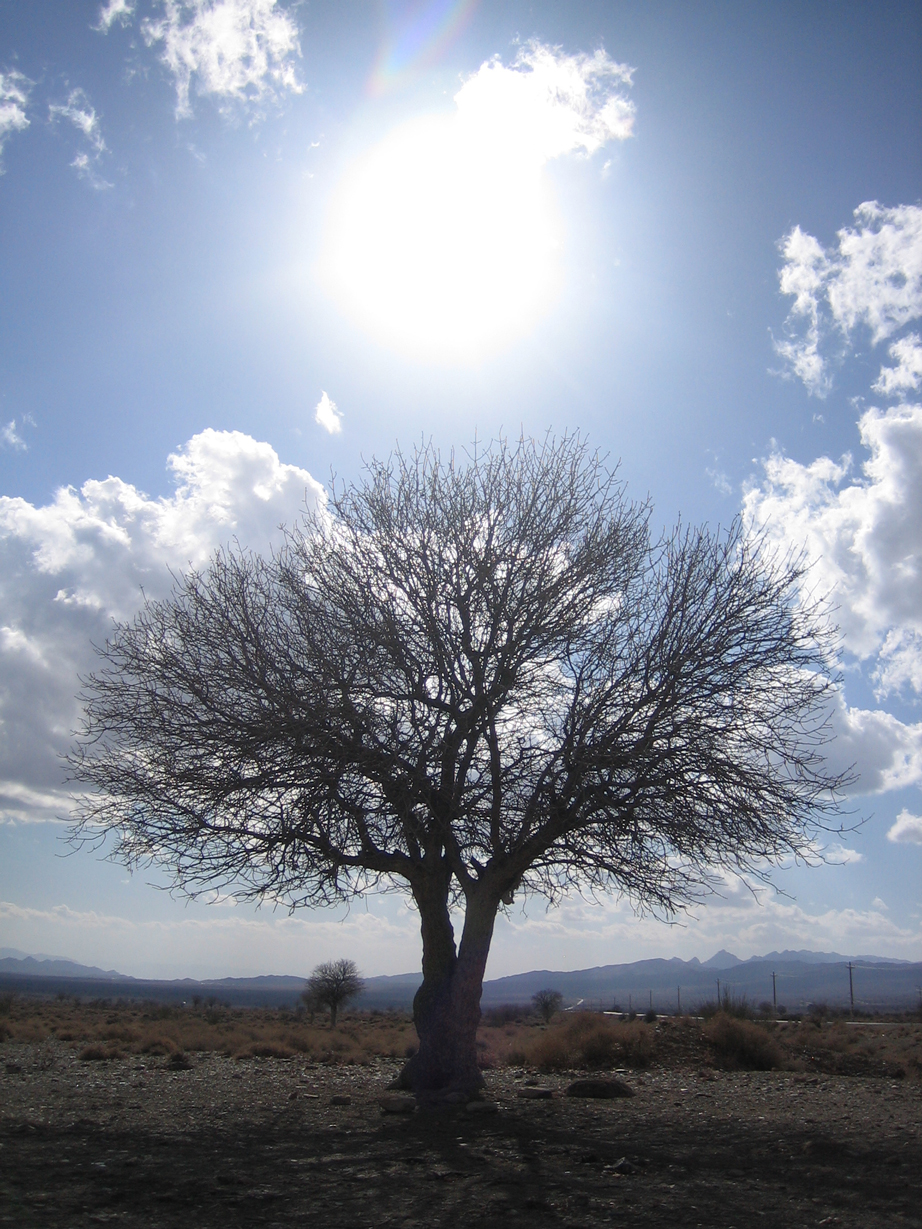
بنه
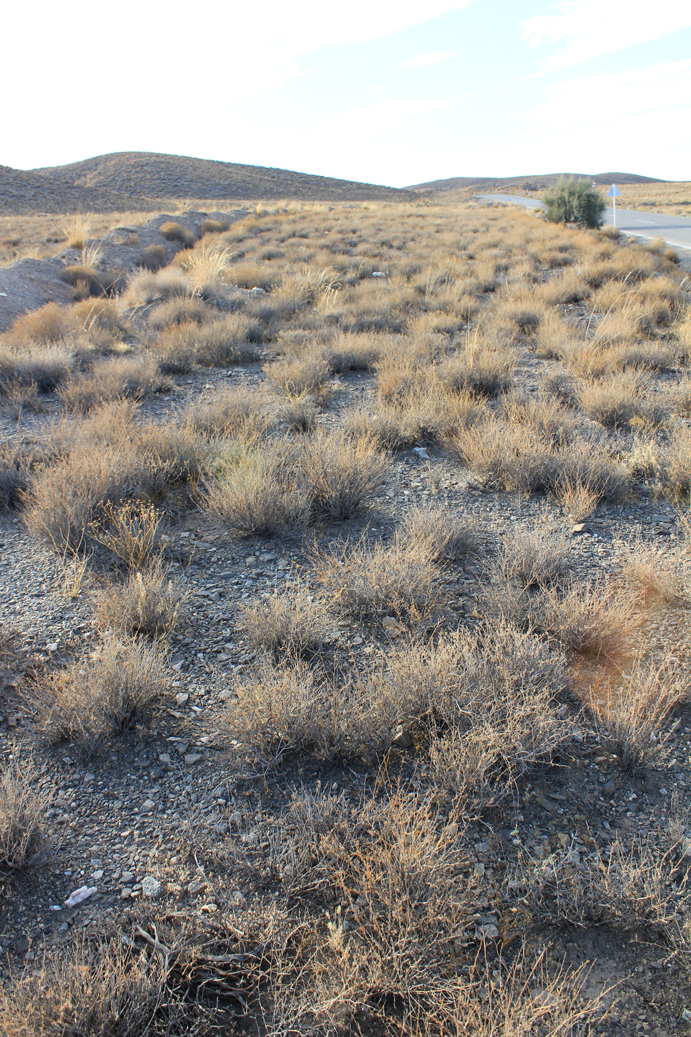
پوشش-گیاهی-دشتاب